# Gogolewo (powiat śremski)
Gogolewo – wieś w Polsce położona w województwie wielkopolskim, w powiecie śremskim, w gminie Książ Wielkopolski.

## Położenie
Wieś położona na lewym brzegu Warty, 4 km na północ od Książa Wielkopolskiego przy drodze powiatowej nr 4076 z Sroczewa do Świączynia, we wsi znajduje się skrzyżowanie z drogą powiatową nr 4083 do Książa Wielkopolskiego.

## Historia

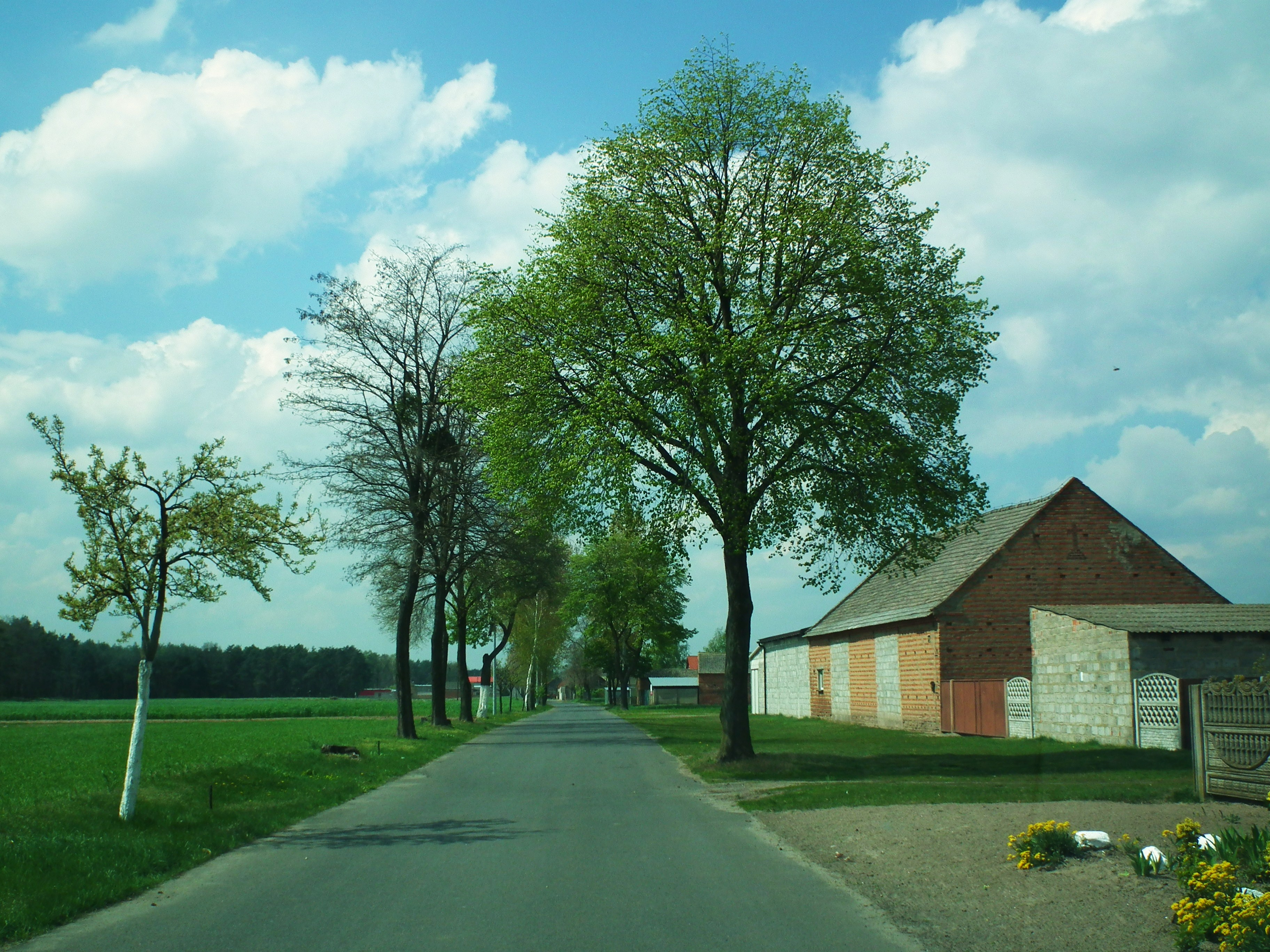
Widok ogólny wsi

Pierwsza historyczna wzmianka o Gogolewie pochodzi z 1149 roku, kiedy to Sędziwoj podarował Gogolewo klasztorowi świętego Wincentego we Wrocławiu. Jest to również jedna z pierwszych udokumentowanych wzmianek o miejscowościach z powiatu śremskiego. W późniejszych wiekach Gogolewo było dziedzictwem starodawnego rodu Doliwów z Rozdrażewa. Przedstawiciel tego rodu, który podpisywał się Paszek z Gogolewa, to podkomorzy kaliski, późniejszy sędzia poznański właściciel Gogolewa, Lutogniewa, Rozdrażewa i Kępy w latach 1392-1425. Wspomniany Paszek zbudował pierwszy kościół w Gogolewie pod wezwaniem świętych Jana Ewangelisty i Stanisława. Świątynia ta konsekrowana została 23 października 1390 roku. Następnie właścicielami Gogolewa przez około 200 lat, aż do roku 1640, byli Rozdrażewscy - Jarosław, Jan, Wacław oraz ich potomkowie. Następnymi właścicielami byli Mielińscy, Cieleccy, Grzymułtowscy, Grabowscy, od których w połowie XVIII wieku majątek zakupił Ludwik Skrzetuski, syn Mateusza i Doroty Korzbok Zawadzkiej. 
W latach 1975–1998 miejscowość należała administracyjnie do województwa poznańskiego.

## Zabytki
Zabytkami prawnie chronionymi są:
- kościół pw. Podwyższenia Krzyża Świętego z 1779 r., drewniany, z barokowym wyposażeniem;
- drewniana dzwonnica kryta gontem z końca XVIII w.;
- cmentarz przy koścle z XVIII w.;
- dwór z końca XVIII w., z dachem naczółkowym i nowszym XIX w. gankiem, przykład polskiej architektury klasycystycznej, usytuowany na planie czworokąta, parterowy budynek usadowiony na pięknych kolebkowo sklepionych piwnicach (dwór podpiwniczony jest w ¾); przykryty wysokim naczółkowym dachem z użytkową częścią poddasza, z czterokolumnowym portykiem zwieńczony trójkątnym tympanonem. Pierwotnie podjazd i wejście do dworu znajdowało się od południa i prowadziło przez dziedziniec folwarku. Dwór został przebudowany w połowie XIX w., by zgodnie z ówczesną polską tradycją, rozdzielić zabudowania folwarczne od siedziby ziemiańskiej. Zespół rezydencjonalny obejmuje niewielki wiejski park, z kilkoma kilkusetletnimi drzewami (jesionem wyniosłym, dębem czerwonym i szypułkowym oraz jesionami wyniosłymi)  oraz usytuowaną w bezpośrednim sąsiedztwie dworu piękną rozłożystą lipą drobnolistną.

Innym obiektem we wsi jest kapliczka z barokową drewnianą figurą św. Jana Nepomucena z XVIII w.